# Alberto Papini
Alberto Papini (fl. XX secolo) è stato un calciatore italiano, di ruolo centrocampista.

## Carriera
A partire dal 1924 gioca per nove stagioni nello Spezia; vince con i liguri il campionato di Prima Divisione Nord 1928-1929 segnando un gol nella finale di ritorno contro il Parma.
Debutta in Serie B nella stagione 1929-1930 e disputa cinque campionati cadetti, totalizzando 98 presenze e segnando 4 gol.